# Phytomyza sphondyliivora
Phytomyza sphondyliivora este o specie de muște din genul Phytomyza, familia Agromyzidae, descrisă de Spencer în anul 1957. Conform Catalogue of Life specia Phytomyza sphondyliivora nu are subspecii cunoscute.